# Przywileje i immunitety konsularne
Przywileje i immunitety konsularne – rodzaj przywilejów i immunitetów, które są bardziej ograniczone niż przywileje i immunitety dyplomatyczne. W zasadzie przysługują one tylko w związku z wykonywaniem czynności urzędowych. Dyplomata nie podlega jurysdykcji i władzy miejscowej, natomiast konsul podlega jurysdykcji i władzy państwa przyjmującego. Immunitet konsularny jest więc węższy i niepełny.

## Zakres przedmiotowy przywilejów i immunitetów konsularnych
- Ochrona urzędników konsularnych i ich wolności

Państwo przyjmujące powinno traktować funkcjonariuszy konsularnych z należytymi względami, a także chronić ich przed jakimkolwiek zamachem na ich osobę, wolność lub powagę. Urzędnicy konsularni nie korzystają z pełnej nietykalności osobistej, jednakże mogą być zatrzymani lub aresztowani w przypadku popełnienia ciężkiej zbrodni i tylko na mocy postanowienia właściwej władzy sądowej. Mogą oni być pozbawieni wolności tylko w wykonaniu ostatecznego i prawomocnego orzeczenia sądowego. Każdy przypadek aresztowania, zatrzymania lub wszczęcia postępowania karnego przeciwko urzędnikowi konsularnemu wymaga natychmiastowego powiadomienia władz państwa wysyłającego.
- Immunitet jurysdykcyjny

Według art. 43 § 1 Konwencji Wiedeńskiej funkcjonariusze konsularni, a także członkowie służby administracyjno-technicznej nie podlegają jurysdykcji władz sądowych i administracyjnych w odniesieniu do czynności wykonywanych w toku pełnienia funkcji konsularnych. Immunitetu nie stosuje się do powództwa w związku z wypadkiem w państwie przyjmującym i ze szkodami spowodowanymi przez pojazd, statek lub samolot.
- Inne przywileje i immunitety

Członkowie placówki konsularnej mogą być wzywani na świadków w postępowaniu administracyjnym lub sądowym. Nie mają oni jednak obowiązku składania zeznań w sprawach związanych z pełnionymi funkcjami. Funkcjonariusze konsularni korzystają z immunitetu celnego i podatkowego, ale w węższym niż dyplomaci zakresie. Ponadto zwolnieni są od świadczeń osobistych oraz od wszelkiego rodzaju służby publicznej.

## Osoby korzystające z przywilejów i immunitetów konsularnych
- Kierownicy urzędów konsularnych oraz inni urzędnicy konsularni korzystają w całej rozciągłości z przywilejów i immunitetów.
- Pracownicy konsularni (personel administracyjny i techniczny) korzystają z immunitetu jurysdykcyjnego. Ponadto korzystają z immunitetu podatkowego, celnego oraz są zwolnieni od świadczeń osobistych.
- Członkowie rodzin urzędników i pracowników konsularnych są zwolnieni od wszelkich obowiązków przewidzianych przez prawo państwa przyjmującego w dziedzinie rejestracji cudzoziemców i zezwoleń na pobyt. Korzystają także z immunitetu podatkowego i celnego.
- Konsul honorowy jest zwolniony od wszelkich podatków i opłat otrzymywanych od państwa wysyłającego z tytułu wykonywanej funkcji.

## Immunitety i przywileje placówki
- Placówka konsularna ma prawo używania flagi i godła państwowego.
- Urzędowe pomieszczenia konsularne są nietykalne.

Władze państwa przyjmującego nie mogą wkroczyć bez zgody kierownika urzędu do pomieszczeń konsularnych użytkowanych w celach służbowych. Można jednak domniemywać zgodę szefa placówki konsularnej w przypadku pożaru lub innej katastrofy wymagającej szybkiej akcji ratowniczej. Państwo przyjmujące ma obowiązek ochrony pomieszczeń konsularnych przed wszelkim zakłóceniem spokoju placówki lub naruszenia jej powagi.
- Pomieszczenia konsularne są zwolnione od opodatkowania.
- Archiwa i dokumenty konsularne są nietykalne niezależnie od miejsca, w którym się znajdują.